# ルドルフ・シュレヒター

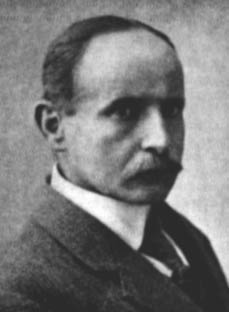
Rudolf Schlechter

フリードリッヒ・リヒャルト・ルドルフ・シュレヒター（姓はシュレクターとも; Friedrich Richard Rudolf Schlechter、1872年10月16日 - 1925年11月16日）は、ドイツの分類学者、植物学者である。アフリカ、インドネシア、ニューギニア他世界各地を調査し、ラン科の植物に関するいくつかの著書がある。

## 生涯
ベルリンで生まれた。父は版画家で、Friedrich Wilhelm Gymnasiumで学んだ後、園芸家としての教育を受けた。個人の園芸商のもとで働いた後、ベルリン大学の植物園で、1891年まで助手として働いた。植物学の野外調査のために1891年にアフリカに渡り、その後、インドネシア、オーストラリアに渡り、ランの収集と研究を行った。ドイツ領のアフリカの探検隊を率い、ゴムの栽培を研究し、植物標本を集めた。1900年代の始めにドイツ領ニューギニアに住み、第一次世界大戦の前にベルリンに戻り、ベルリン植物園の学芸員になった。ラン科の植物の1000に及ぶ種を記述した。シュレヒターの膨大な標本は第二次世界大戦のベルリン空襲で失われた。

## 著書
- Die Orchideen von Deutsch-Neu-Guinea, 1914
- Die Orchideen, ihre Beschreibung, Kultur und Züchtung, 1915
- Orchideologiae sino-japonicae prodromus, 1919
- Die Orchideenflora der südamerikanischen Kordillerenstaaten (written with Rudolf Mansfeld), 1919–1929
- Monographie und Iconographie der Orchideen Europas und des Mittelmeergebietes (written with G. Keller), 1925–1943

Blütenanalysen neuer Orchideen (published by R. Mansfeld), 1930–1934